# Finnsjöberget Gastsjö
Finnsjöberget Gastsjö este o arie protejată (arie specială de conservare — SAC, sit de importanță comunitară — SCI) din Suedia întinsă pe o suprafață de 85,9 ha, integral pe uscat.

## Localizare
Centrul sitului Finnsjöberget Gastsjö este situat la coordonatele 62°58′47″N 15°48′47″E / 62.9798°N 15.8131°E.

## Înființare
Situl Finnsjöberget Gastsjö a fost declarat sit de importanță comunitară în ianuarie 2002 pentru a proteja 1 specie de plante. Situl a fost protejat și ca arie specială de conservare în martie 2011.

## Biodiversitate
Situată în ecoregiunea boreală, aria protejată conține 5 habitate naturale: Păduri fino-scandinave bogate în ierburi cu Picea abies, Taiga vestică, Mlaștini împădurite, Lacuri și iazuri distrofice naturale, Mlaștini turboase de tranziție și turbării mișcătoare.
La baza desemnării sitului se află o specie protejată de  plante: Ranunculus lapponicus.